# لیکه روخه
لیکه روخه (هلندی: Lieke Rogge؛ زادهٔ ۳۰ نوامبر ۲۰۰۰)  بازیکن زن واترپلو اهل هلند است.
وی در مسابقات کشوری و بین‌المللی در مجموع برندهٔ ۱ مدال برنز شده است.